# كلنغرز (درسجين)
کلنغرز (بالفارسية: کلنگرز) هي قرية تقع في إيران في قسم درسجین الریفي. يقدر عدد سكانها بـ 91 نسمة بحسب إحصاء 2016.